# Matiçan
Matiçan (albanisch auch Matiçani oder auch Matiqan/-i, serbisch Матичане Matičane) ist ein Stadtteil der kosovarischen Hauptstadt Pristina.

## Geographie
Matiçan grenzt südöstlich an das Stadtgebiet von Pristina an. Benachbarte Ortschaften sind im Osten Zllatar und im Süden Hajvalia.

## Bevölkerung
Gemäß Volkszählung 2011 hat Matiçan 13.876 Einwohner. Davon sind 13.782 (99,32 %) Albaner, 42 (0,30 %) Türken und 21 (0,15 %) Bosniaken.
| Volkszählung | 1948 | 1953 | 1961 | 1971 | 1981 | 1991 | 2011  |
| ------------ | ---- | ---- | ---- | ---- | ---- | ---- | ----- |
| Einwohner    | 284  | 302  | 352  | 612  | 1151 | 1330 | 13876 |